# Пожар в клубе «Озон Диско»
Пожар в клубе «Озон Диско», расположенном в городе Кесон-Сити (Филиппины), произошёл незадолго до полуночи 18 марта 1996 года. В результате пожара погибло 162 человека (около 150 из них были подростками) и 95 были ранены. Эта катастрофа является самым страшным пожаром в истории страны, а также занимает восьмое место по количеству жертв в списке самых тяжёлых пожаров в ночных клубах в мире.

## Пожар
Здание ночного клуба «Озон Диско» располагалось на пересечении улиц Timog Avenue и Tomas Morato Avenue и работало с 1991 года. Его владельцем был Segio Orgaoow (Westwood Entertainment Company, Inc.)
18 марта 1996 года примерно в 23 часа 35 минут внутри возник пожар. В это время на дискотеке находилось около 350 отдыхающих и 40 работников заведения, хотя помещение было рассчитано лишь на 35 человек. Подавляющее большинство посетителей составляли ученики высших школ и студенты колледжей, отмечавшие окончание учебного года. По словам выживших, пожар начался с будки диджея, в которой начали вспыхивать искры, затем оттуда повалил дым, но все поначалу приняли это за запланированные спецэффекты. Позднее большинство тел было обнаружено в коридоре, ведущем к единственному выходу, а пожарный выход не смог выполнить свои функции, так как был заблокирован строящимся по соседству зданием; некоторые источники также заявили, что аварийный выход был закрыт снаружи охраной клуба, которые решили, что на дискотеке начались беспорядки.

## Расследование и последствия
Перед судом предстали шестеро сотрудников Westwood Entertainment Company, Inc., которых обвинили в преступной халатности, повлекшей смерть двух и более лиц, и причинении тяжких телесных повреждений двум и более лицам. 16 марта 2001 года президент компании Гермило Окампо и её казначей Ramon Ng были приговорены к четырём годам тюремного заключения и уплате штрафа в 25 миллионов песо каждый. Также эти двое и другие четверо подсудимых, не получившие тюремные сроки, были обязаны выплатить компенсации: семьям погибших — по 150 тысяч песо, раненых — по 100 тысяч. Судом было установлено, что единственный пожарный выход в помещении не был оборудован должным образом (дверь была маленького размера и открывалась внутрь), отсутствовала система автоматического пожаротушения, имеющиеся огнетушители были неисправны.
Кроме того, в ноябре 2001 года обвинение было предъявлено двенадцати городским чиновникам, которые в 1995 году выдали «Озон Диско» документы, по которым к клубу не было никаких претензий в техническом плане. В 2007 году один из этих двенадцати людей, бывший главный инженер города Альфредо Макапугай, был оправдан, так как было доказано, что он не имел отношения к этим выданным документам.
В течение нескольких лет после пожара у входа в сгоревший клуб существовал импровизированный мемориал с фотографиями погибших, но затем он был демонтирован, никакого официального памятника или мемориала после этого возведено не было. По состоянию на 2008 год сгоревшее здание никем и никак не используется.

## Телевидение
- 2 октября 2008 года на главном филиппинском телеканале GMA Network стартовал документальный сериал «Дело не закрыто»[англ.]. В первом эпизоде первого сезона рассказывалось о трагедии в «Озон Диско».